# スピンネットワーク
ロジャー・ペンローズが提唱した図式代数と物理学に関わる理論である。
複数の素粒子のスピンの方向から空間の各点を定義することができる。
スピンネットワークは、量子力学における粒子と場の間の状態の相互作用を表すために使用できるダイアグラムの一種である。数学的な観点からは、図は多重線形関数や行列群の表現間関数を表現するための簡潔な方法である。単純な図表を使用して複雑な機能を表すことができるため、図表記法はしばしば計算を単純化できる。
ロジャー・ペンローズが1971年にスピンネットワークを提唱したスピンネットワークは、重力場の量子的な状態を表しているものとしてカルロ・ロヴェッリ（Carlo Rovelli）、リー・スモーリン、Jorge Pullin、Rodolfo Gambiniなどによって量子重力理論に応用されてきた。
スピンネットワークは、局所ゲージ変換のもとでは不変である接続の空間上に特定の汎関数を構成するためにも使用され得る。